# Rosengårdsstaden

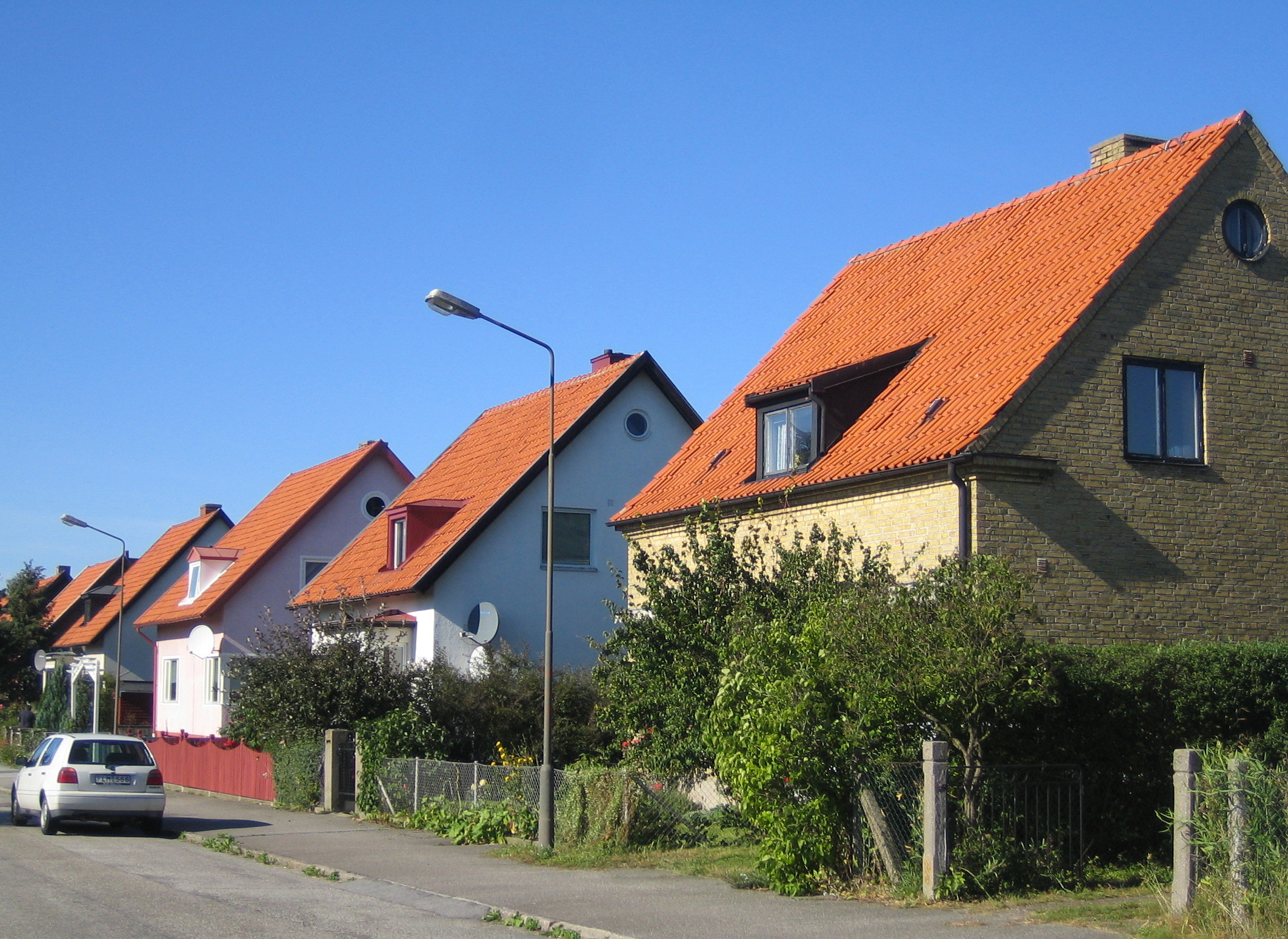
Egnahem i Rosengårdsstaden

Rosengårdsstaden, även kallad "Gamla Rosengårdsstaden", tidigare stadsdel i Malmö, numera uppdelad i delområdet Västra Kattarp inom stadsdelen Rosengård och delområdet Hindby inom stadsdelen Fosie.
Rosengårdsstaden uppstod som egnahemsområde redan 1911 och erhöll spårvägsförbindelse år 1929 genom att Malmö stads spårvägars linje 1 förlängdes fram till Botildenborgsvägen. År 1937 utsträcktes linjen till Kastanjeplatsen. I samband med högertrafikomläggningen år 1967 ersattes spårvagnarna med bussar och en ny linje skapades, linje 30, med längre sträckning i båda ändarna.